# Plezír
Plezír je první studiové album skupiny Basta Fidel vydané ke konci roku 2006 a pokřtěné 12. ledna 2007 ve vyprodaném Rock Cafe.

## Seznam skladeb
1. "into Kačerův sen" - 00:36
2. "Střela" - 02:00
3. "Plaisir" - 03:35
4. "Letí" - 04:19
5. "Bloody Mary" - 03:25
6. "Might Be" - 02:59
7. "Ňu" - 02:43
8. "Latino" - 03:12
9. "New York v dešti" - 03:44
10. "Fátima" - 03:57
11. "Silence" - 04:27
12. "Reste Fidéle" - 04:12
13. "Zájezd" - 01:54